# Prognathodes dichrous
Prognathodes dichrous là một loài cá biển thuộc chi Prognathodes trong họ Cá bướm. Loài này được mô tả lần đầu tiên vào năm 1869.

## Từ nguyên
Tính từ định danh dichrous được Latinh hóa từ dichrōus trong tiếng Hy Lạp cổ đại mang nghĩa là "có hai màu", hàm ý đề cập đến hai màu nâu và trắng trên cơ thể của loài cá này.

## Phạm vi phân bố và môi trường sống
P. dichrous là loài đặc hữu của cụm đảo Saint Helena và đảo Ascension nằm giữa Nam Đại Tây Dương (đều thuộc Lãnh thổ hải ngoại thuộc Anh). P. dichrous sống trên các rạn viền bờ ở độ sâu khoảng từ 3 đến ít nhất là 120 m, có khi được tìm thấy gần các hang động hoặc mỏm đá.

## Mô tả
Chiều dài lớn nhất được ghi nhận ở P. dichrous là 16 cm. P. dichrous có màu nâu sẫm, trừ một vùng trắng (gần như là hình chữ nhật) ở lưng sau lan rộng khắp vây lưng và cuống đuôi. Vảy đường bên màu trắng ánh kim. Mống mắt màu trắng. Kiểu hình của loài này phần nào tương đồng với Prognathodes obliquus, cũng có hai màu nâu-trắng nhưng vùng màu trắng có hình tam giác.
Số gai ở vây lưng: 12; Số tia vây ở vây lưng: 19; Số gai ở vây hậu môn: 3; Số tia vây ở vây hậu môn: 15; Số gai ở vây bụng: 1; Số tia vây ở vây bụng: 5.

## Sinh thái học
Thức ăn của P. dichrous là các loài thủy sinh không xương sống. P. dichrous thường bơi theo cặp, nhất là vào thời điểm sinh sản, nhưng cũng có thể hợp thành một nhóm lớn.